# Germaine Huot
Pour les articles homonymes, voir Huot.
Germaine Huot une orthophoniste québécoise née à Montréal en 1919 et décédée en 2017.
Elle a contribué à la création du premier programme de formation de maîtrise en orthophonie à l’Université de Montréal en 1956. 
L’Ordre des orthophonistes et audiologistes a créé le Prix Germaine-Huot pour reconnaître l’excellence des réalisations professionnelles dans ce domaine.

## Honneurs
- 2000 - Chevalier de l'Ordre national du Québec